# Uranophora jinx
Uranophora jinx är en fjärilsart som beskrevs av Hübner-geyer 1832. Uranophora jinx ingår i släktet Uranophora och familjen björnspinnare. Inga underarter finns listade i Catalogue of Life.